# Dead Poets Society (soundtrack)
Dead Poets Society is de originele soundtrack, gecomponeerd en gedirigeerd door Maurice Jarre voor de film Dead Poets Society uit 1989 van Peter Weir. Het album werd uitgebracht in 1990 door Milan Records en Varèse Sarabande.

## Achtergrond
Eerder had Jarre een samenwerking met Weir aan de films The Year of Living Dangerously, Witness en The Mosquito Coast. Van de originele muziek van Dead Poets Society is slechts 16 minuten terug te vinden op het album. Vier nummers werden uitgebracht, die meestal meerdere cues combineren. Milan Records en Varèse Sarabande brachten deze muziek uit op het album in combinatie met andere Jarre-muziek voor Weir-films.
Jarre won met Dead Poets Society de BAFTA Award voor beste filmmuziek.

## Tracklijst
Alle muziek en teksten zijn geschreven door Maurice Jarre, tenzij anders vermeld. 
| 1.                 | Carpe Diem | 4:48 |
| 2.                 | Neal | 3:16 |
| 3.                 | To The Cave | 2:34 |
| 4.                 | Keating's Triumph | 5:59 |
| 5.                 | Football Training - 9th Symphony 4th Mouvement : Hymne Á La Joie (geschreven door Ludwig van Beethoven, uitgevoerd door het Chicago Symphony Orchestra onder leiding van Fritz Reiner) | 2:34 |
| 6.                 | Prelude * | 2:17 |
| 7.                 | Death Of A Child * | 5:06 |
| 8.                 | Kwan * | 7:06 |
| 9.                 | Kwan's Sacrifice * | 7:57 |
| Totale duur: 41:39 | |      |

| 1.                 | Carpe Diem                                                                        | 4:44  |
| 2.                 | Neal                                                                              | 3:16  |
| 3.                 | To The Cave                                                                       | 2:33  |
| 4.                 | Keating's Triumph                                                                 | 5:58  |
| 5.                 | The Mosquito Coast ***                                                            | 5:39  |
| 6.                 | Main Title **                                                                     | 6:23  |
| 7.                 | Building the Barn **                                                              | 5:00  |
| 8.                 | Wayang Kulit / Death Of A Child / Kwan / Enchantment At Tugu / Kwan's Sacrifice * | 21:38 |
| Totale duur: 55:11 |                                                                                   |       |

| 1.                 | Carpe Diem | 4:46 |
| 2.                 | Neal | 3:16 |
| 3.                 | To The Cave | 2:34 |
| 4.                 | Keating's Triumph | 5:55 |
| 5.                 | Football Training - 9th Symphony 4th Mouvement : Hymne Á La Joie (geschreven door Ludwig van Beethoven, uitgevoerd door het Chicago Symphony Orchestra onder leiding van Fritz Reiner) | 2:30 |
| 6.                 | Building The Barn ** (uitgevoerd door het Royal Philharmonic Orchestra) | 4:59 |
| 7.                 | Prelude * | 2:17 |
| 8.                 | Death Of A Child * | 5:05 |
| 9.                 | Kwan * | 7:03 |
| 10.                | Kwan's Sacrifice * | 7:57 |
| Totale duur: 46:22 | |      |

* The Year of Living Dangerously
** Witness
*** The Mosquito Coast

## Prijzen en nominaties
| Jaar | Prijs                              | Categorie       | Genomineerde(n)                    | Uitslag  |
| ---- | ---------------------------------- | --------------- | ---------------------------------- | -------- |
| 1990 | British Academy Film Award (BAFTA) | Best Film Music | Dead Poets Society – Maurice Jarre | Gewonnen |